# Embraer Legacy 600
Embraer EMB-135BJ Legacy 600 — літак бізнес-класу підвищеної комфортабельності. Має на своєму борту кілька спальних місць, що дозволяє пасажирам комфортно здійснювати тривалі польоти, оснащений супутниковим телефаксом. Якість наданого сервісу відповідає всім світовим стандартам. Виробляється бразильською авіабудівною компанією Embraer.

## Отримання літаків
| Рік      | 2002 | 2003 | 2004 | 2005 | 2006 | 2007 | 2008 | 2009 | 2010 | 2011 | 2012 | 2013 | 2014 | 2015 | 2016 | 2017 | 2018 | Всього |
| -------- | ---- | ---- | ---- | ---- | ---- | ---- | ---- | ---- | ---- | ---- | ---- | ---- | ---- | ---- | ---- | ---- | ---- | ------ |
| Отримано | 8    | 13   | 13   | 20   | 27   | 36   | 36   | 18   | 11   | 13   | 17   | 21   | 18   | 12   | 9    | 7    | 4    | 283    |

## Тактико-технічні характеристики

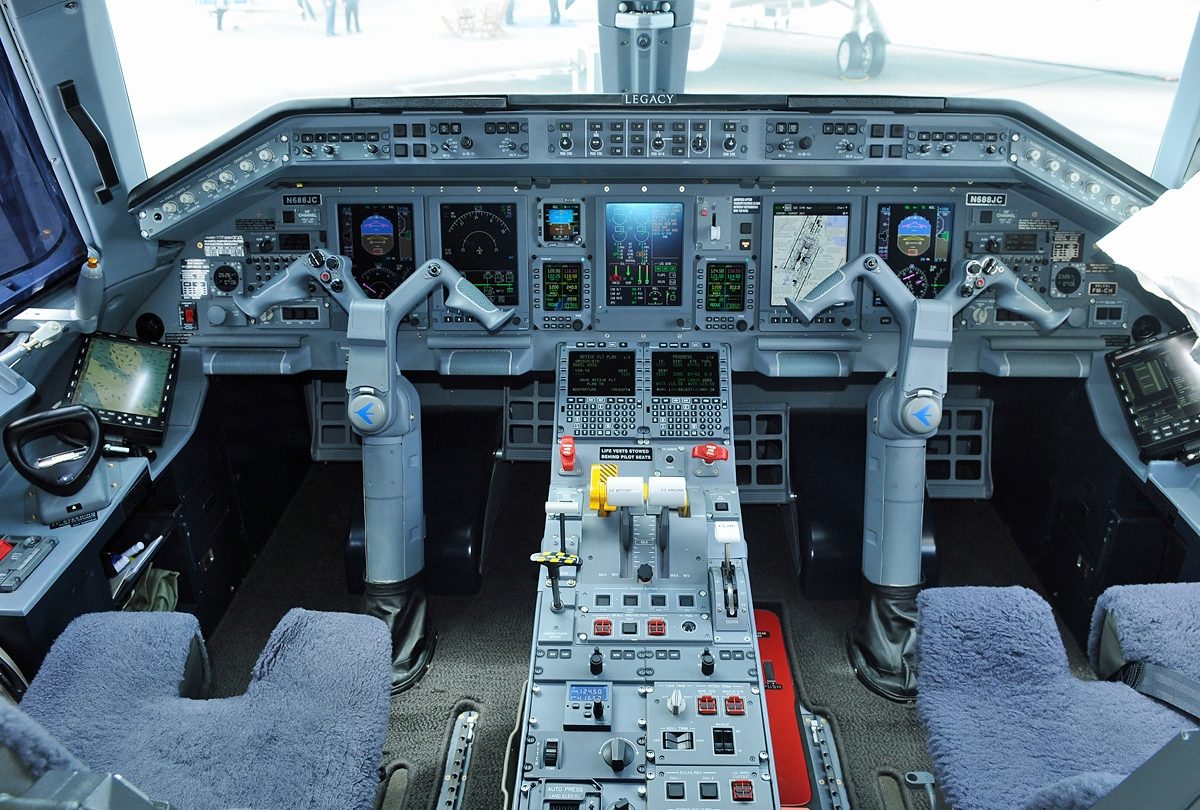
Кабіна екіпажу

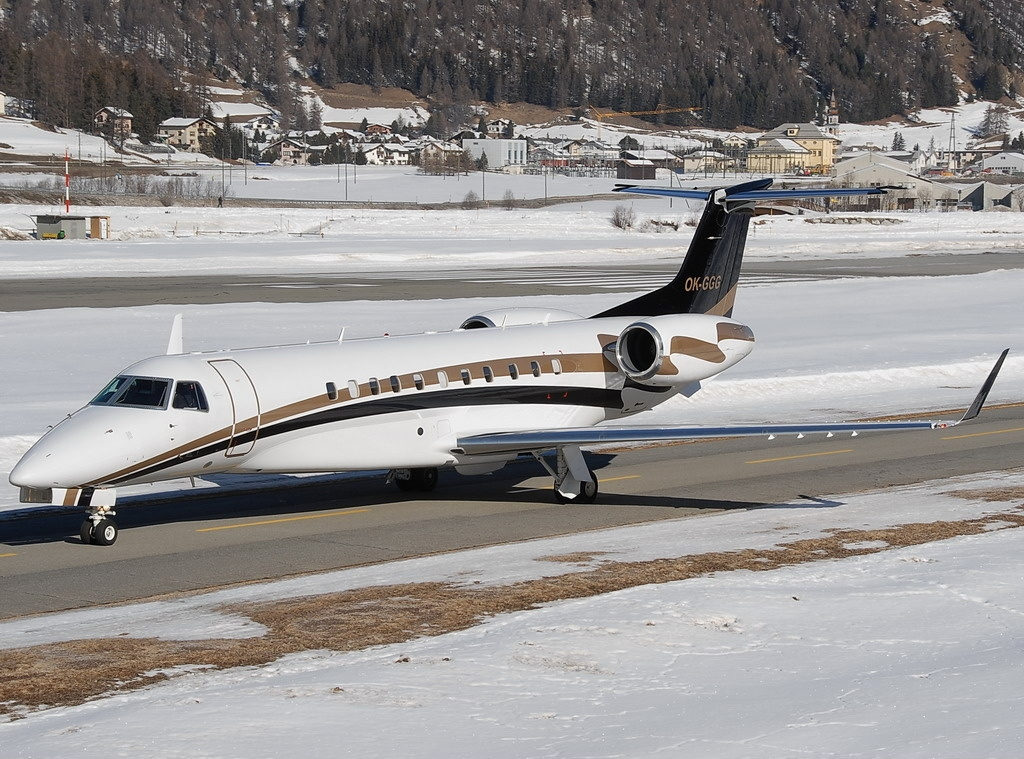

### Технічні характеристики
- Екіпаж: 3 людини (2 пілоти + 1 стюард)
- Пасажиромісткість: 13 осіб
- Довжина: 26,33 м
- Розмах крила: 21,17 м
- Висота: 6,76 м
- Маса порожнього: 16 000 кг
- Максимальна злітна маса: 22 500 кг
- Двигуни: 2 × ТРДД Роллс-Ройс AE 3007A1P
- Тяга: 2 × 33 кН

### Габарити кабіни
- Довжина салону: 12,95 м
- Ширина салону: 2,10 м
- Висота салону: 1,80 м
- Обсяг багажного відсіку: 6,8 м³

- Максимальна швидкість: 834 км/год
- Максимальна дальність: 5900 км
- Практична стеля: 12 496 м
- Тягооснащеність: 0,42

## Аварії та інциденти
29 вересня 2006 року літак ExcelAire Legacy (реєстраційний номер N600XL) зіткнувся з Boeing 737 авіакомпанії Gol Transportes Aéreos рейсу 1907 під час польоту над північним штатом Мату-Гросу, Бразилія. «Боїнг» розбився об землю і всі його 154 пасажири та члени екіпажу загинули, тоді як літак Embraer, незважаючи на серйозні пошкодження лівого горизонтального стабілізатора і лівої закінцівки крила, зміг продовжити політ і здійснив посадку на бразильському військовому аеродромі (база ВПС Качімбо).
23 серпня 2023 року літак Embraer Legacy 600, що належав компанії ПВК «Вагнер» (реєстраційний номер RA-02795), розбився в полі поблизу Куженкіно, Тверська область, Росія. Загинули троє членів екіпажу і сім пасажирів, серед яких, імовірно, були Євген Пригожин і Дмитро Уткін. Наступного дня компанія Embraer заявила, що не обслуговує літак з 2019 року через міжнародні санкції проти ПВК «Вагнер».

## Галерея

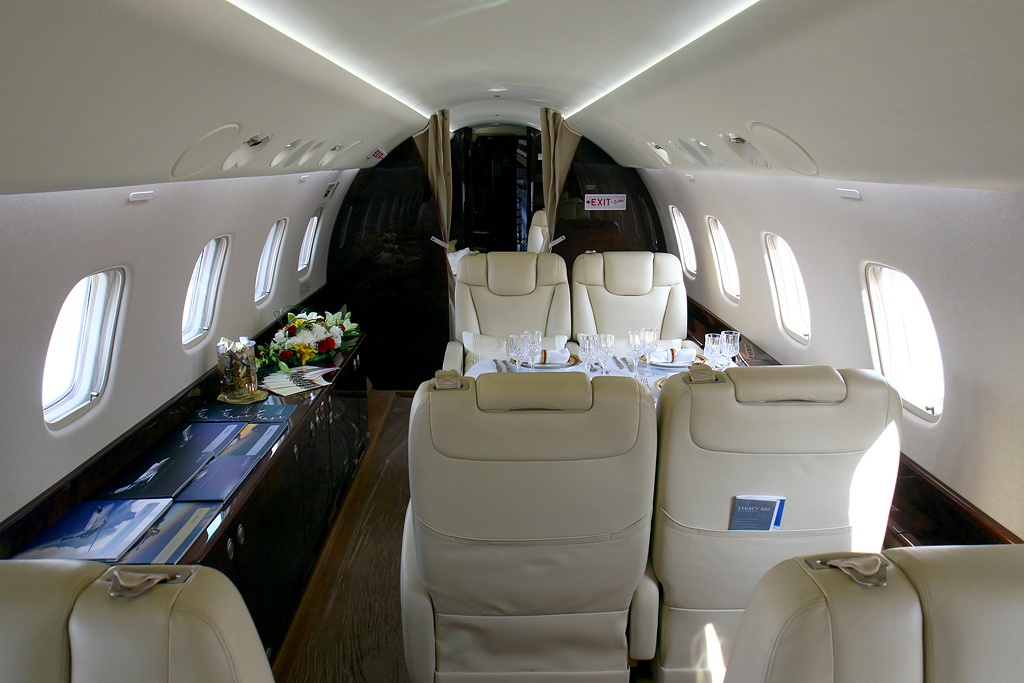
Салон
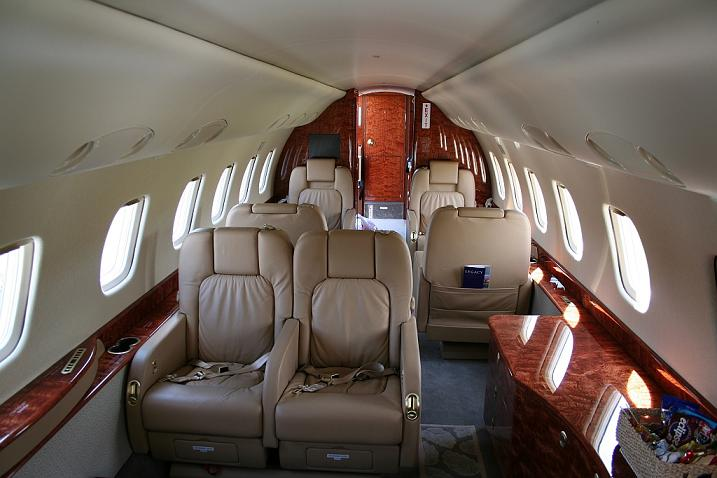
Салон із мармуровими вставками
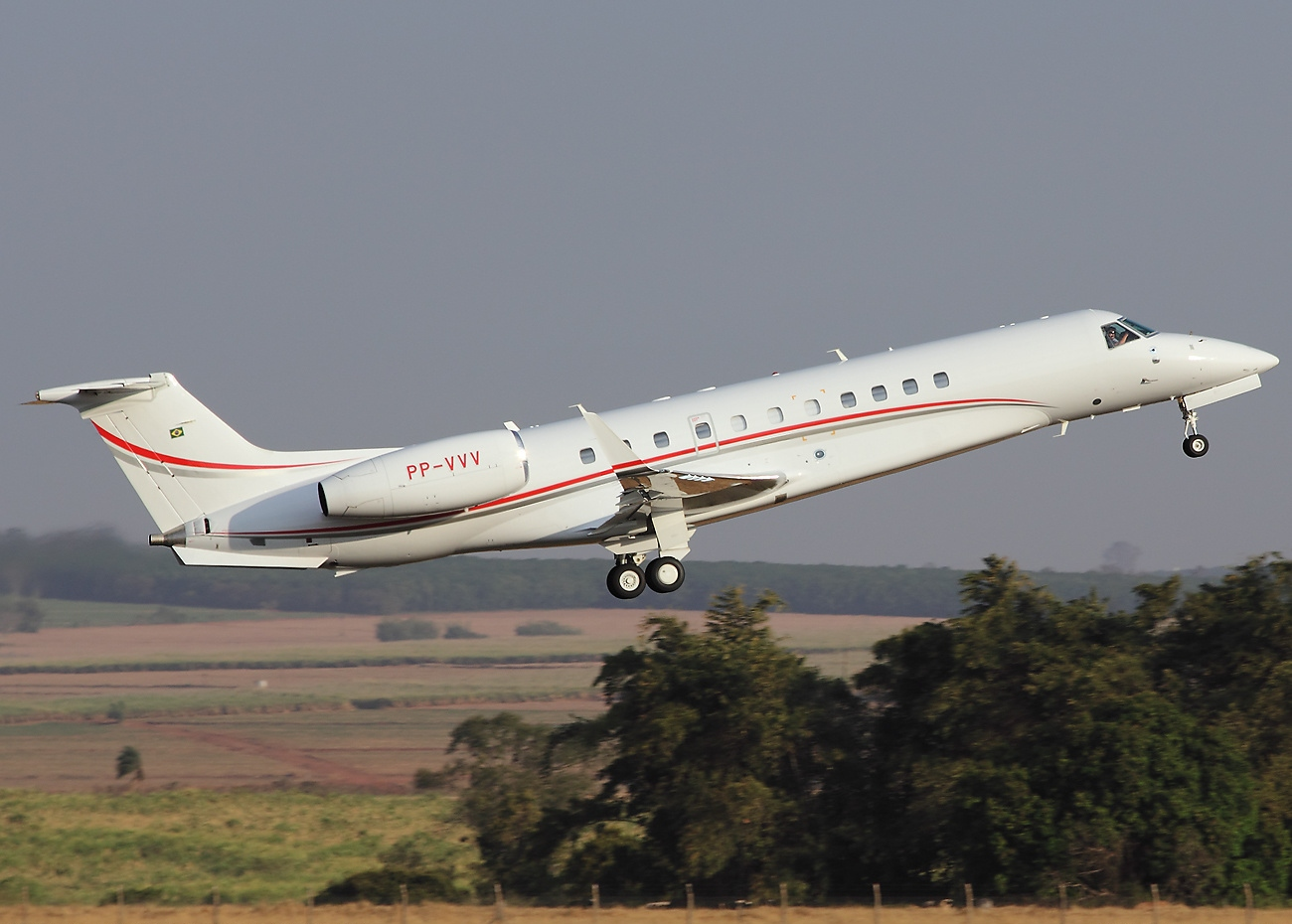
Зліт
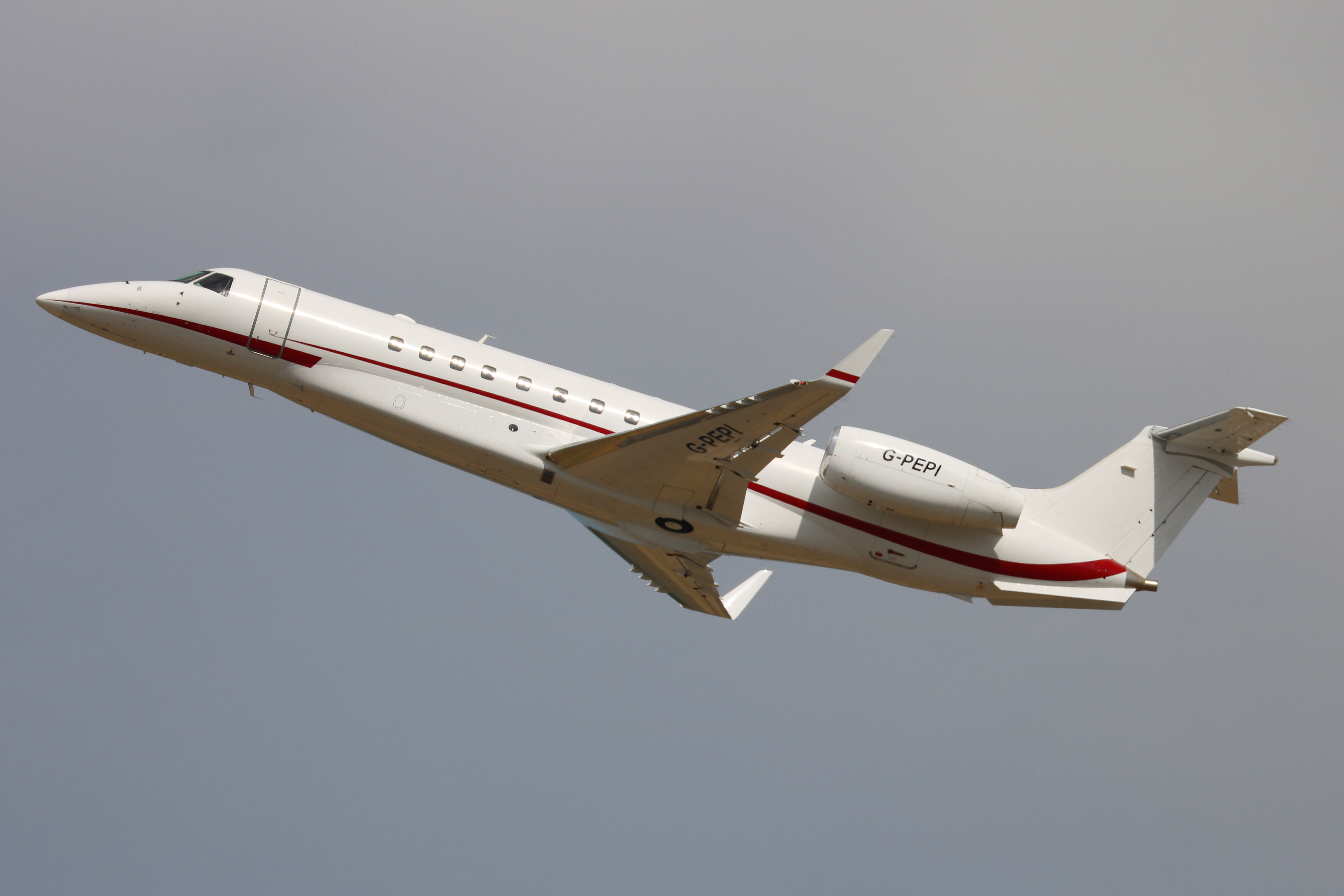
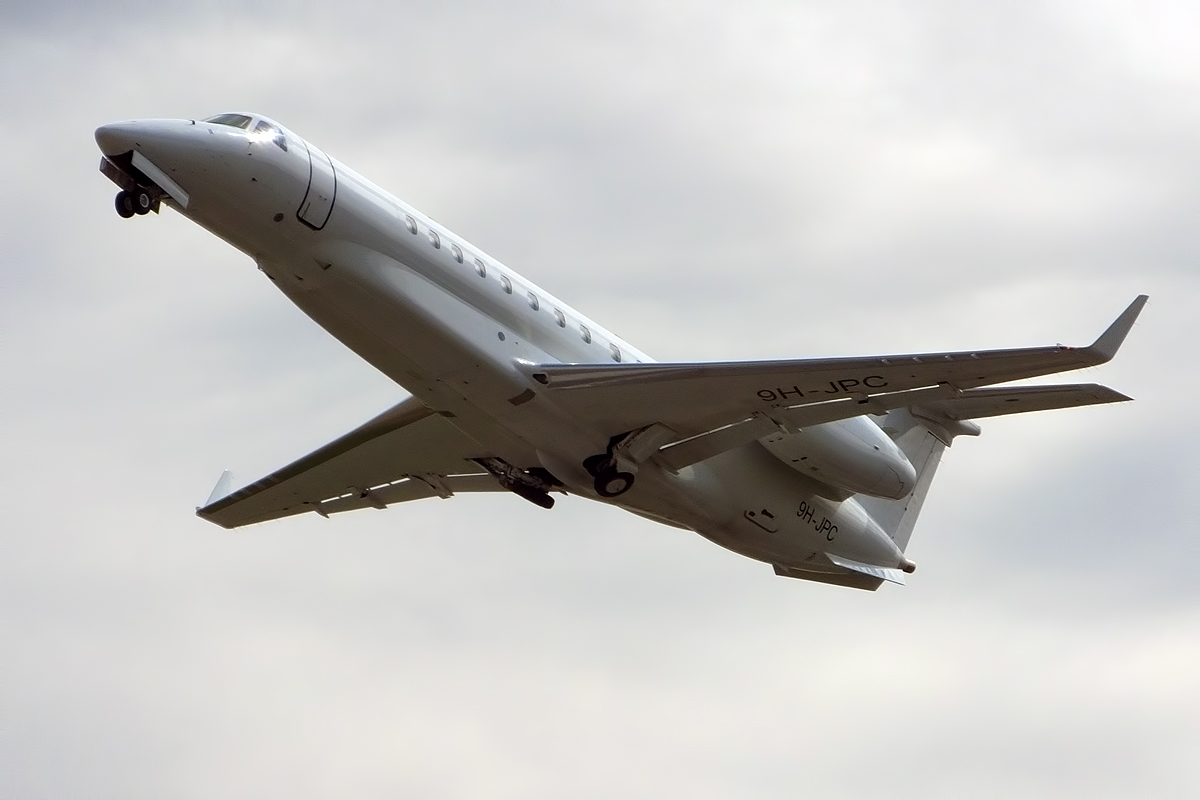
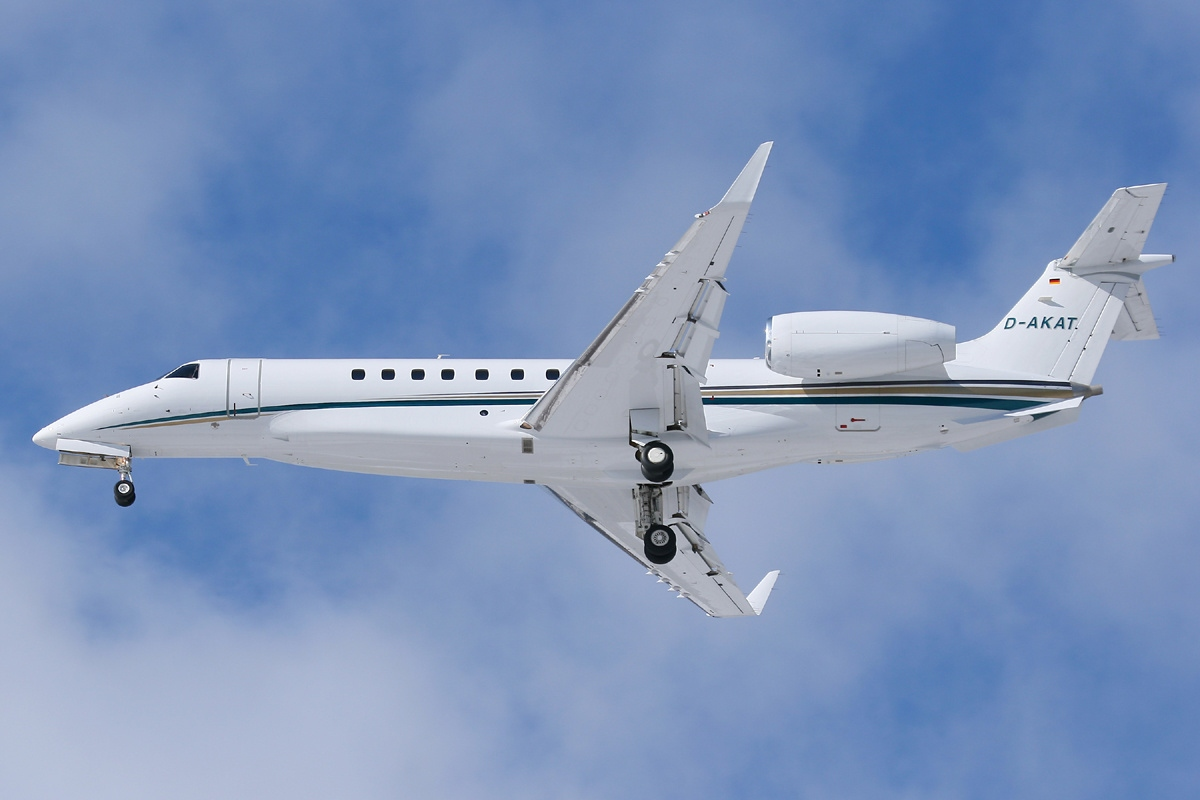
Прибирання шасі після злету
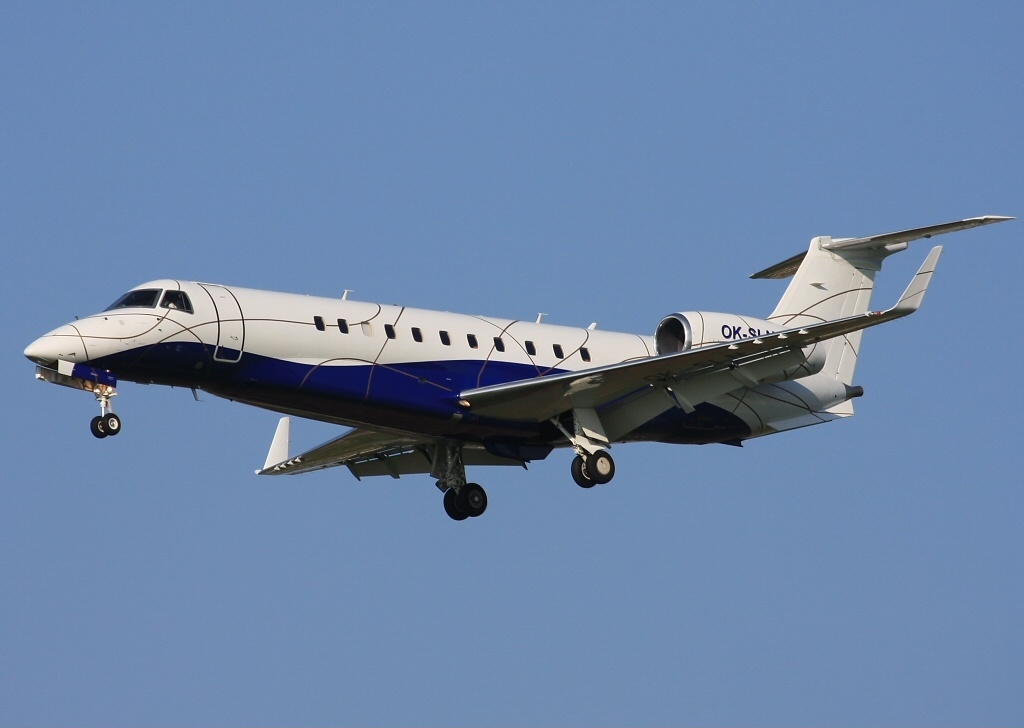
Захід на посадку в Празі
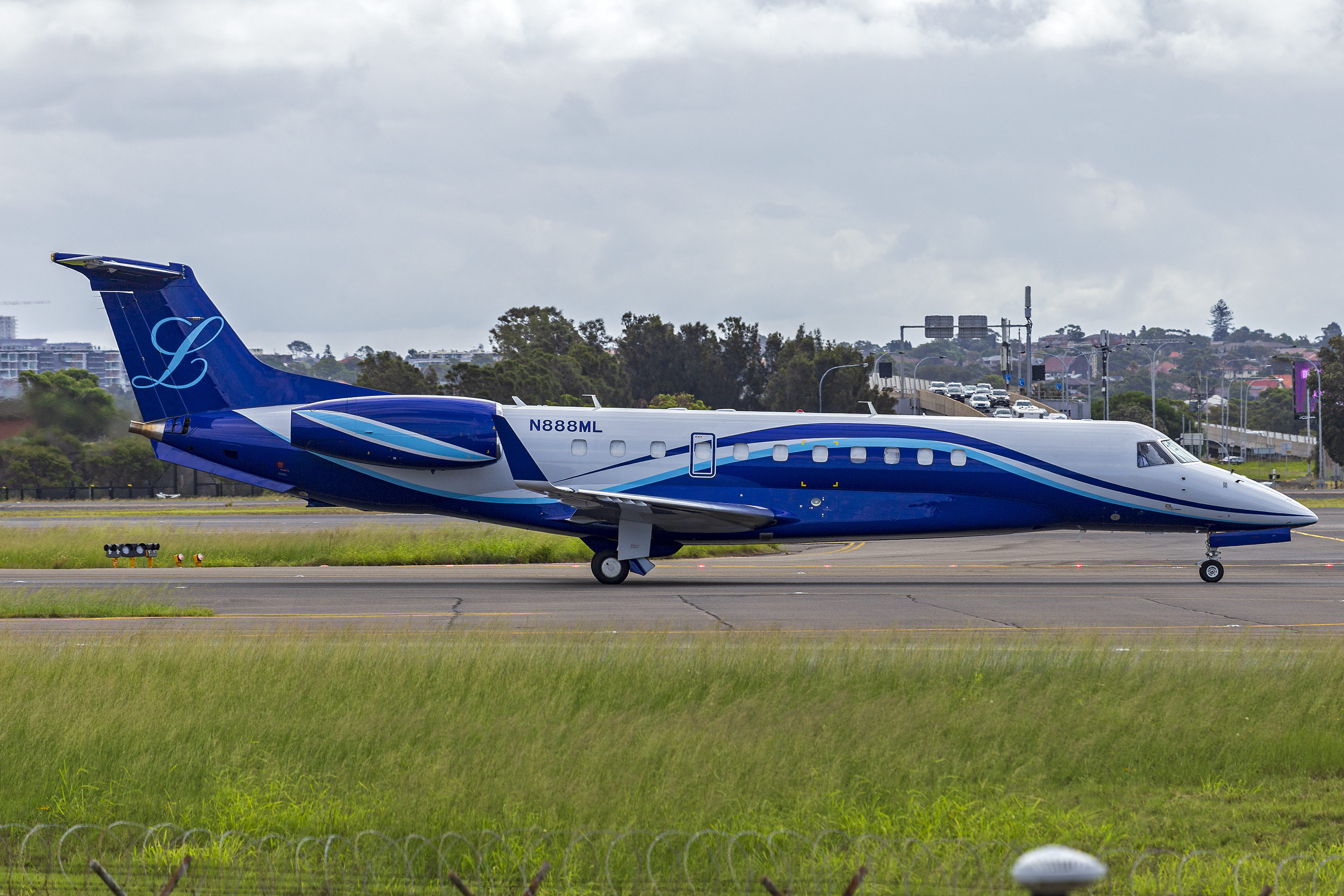
New Macau Landmark Management (N888ML) Embraer EMB-135BJ Legacy таксі в аеропорту Сіднея.
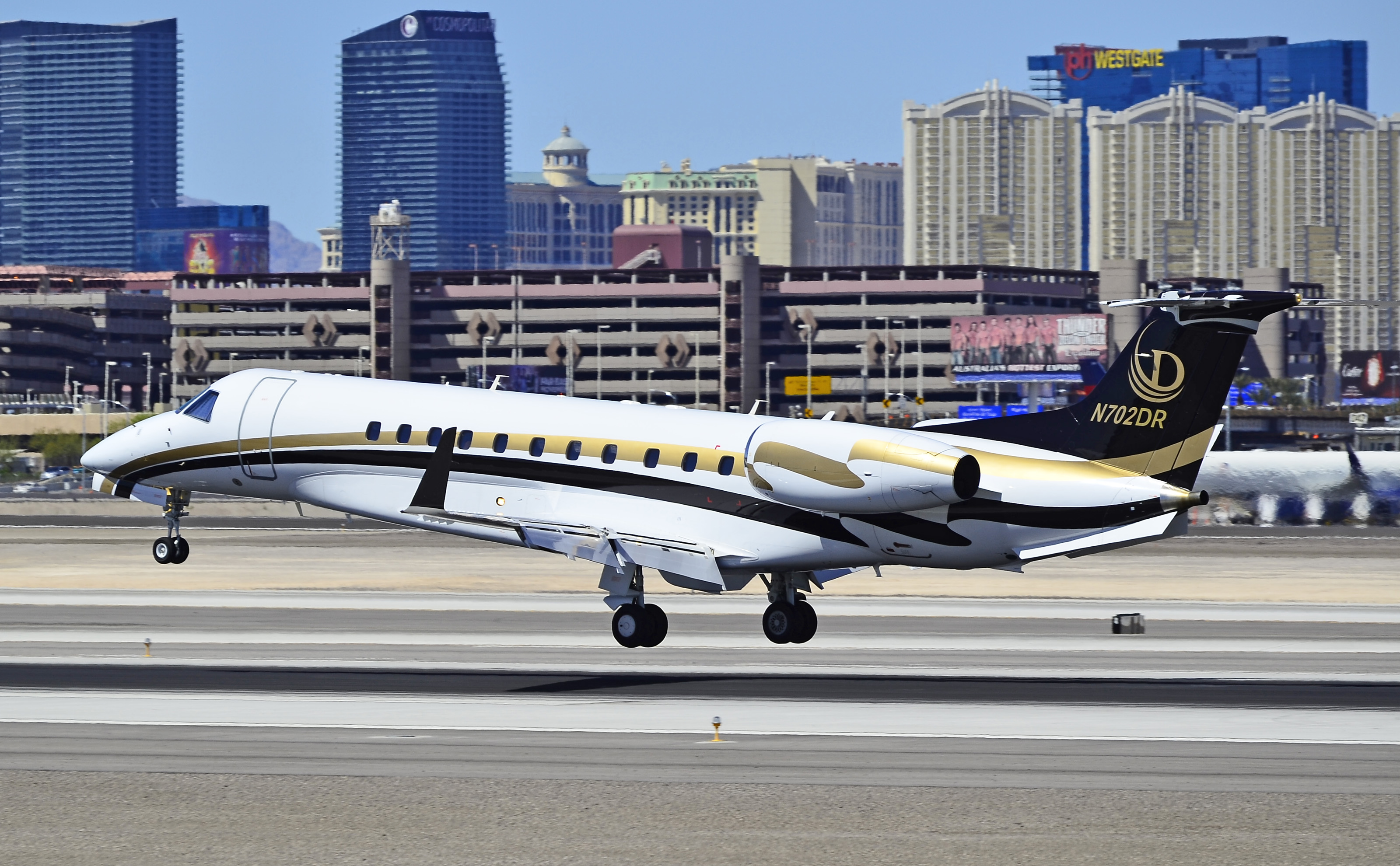
Літак Embraer EMB-135BJ Legacy N702DR в Лас-Вегасі
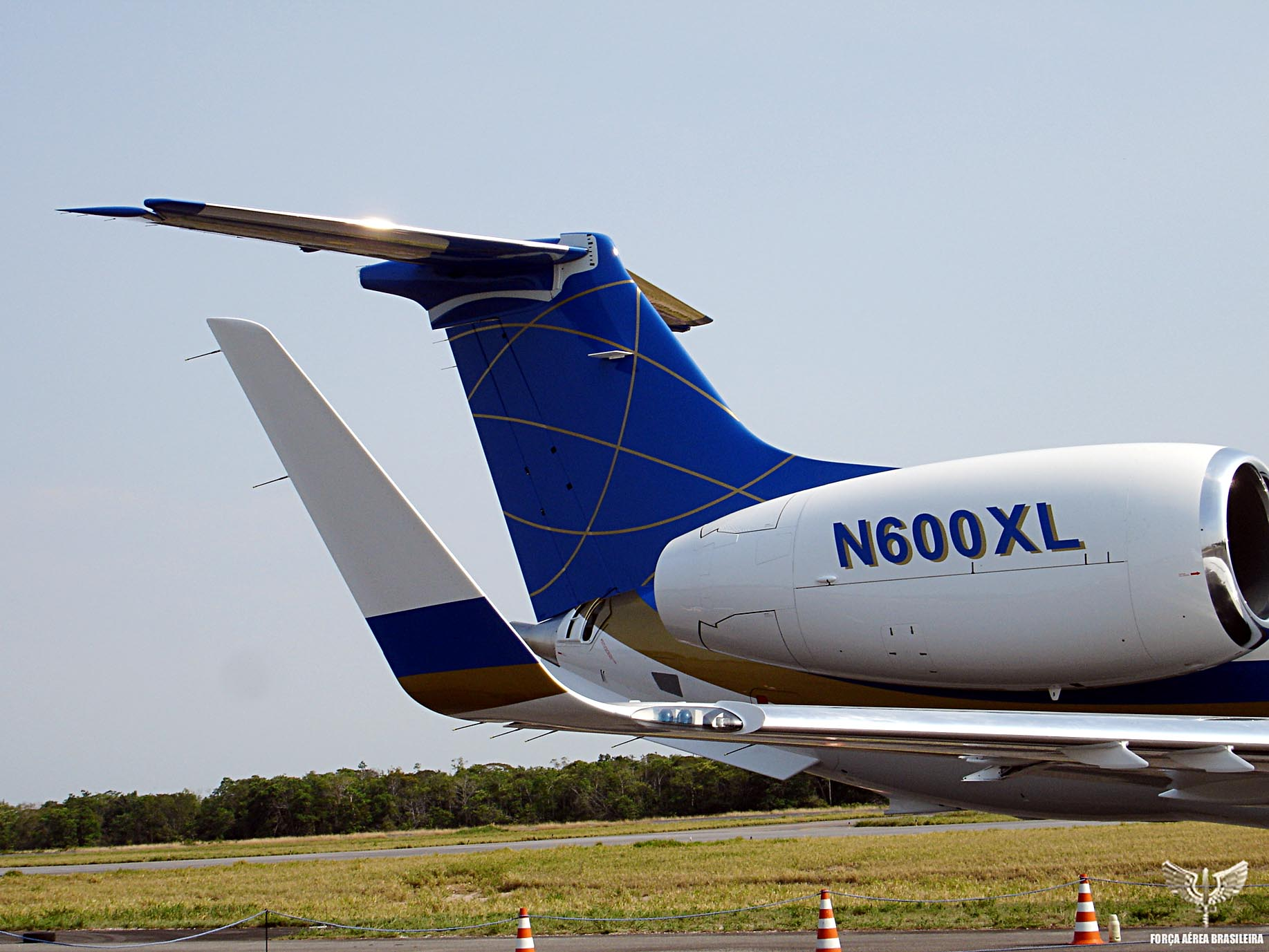
Частина крила із вінглетом та хвіст
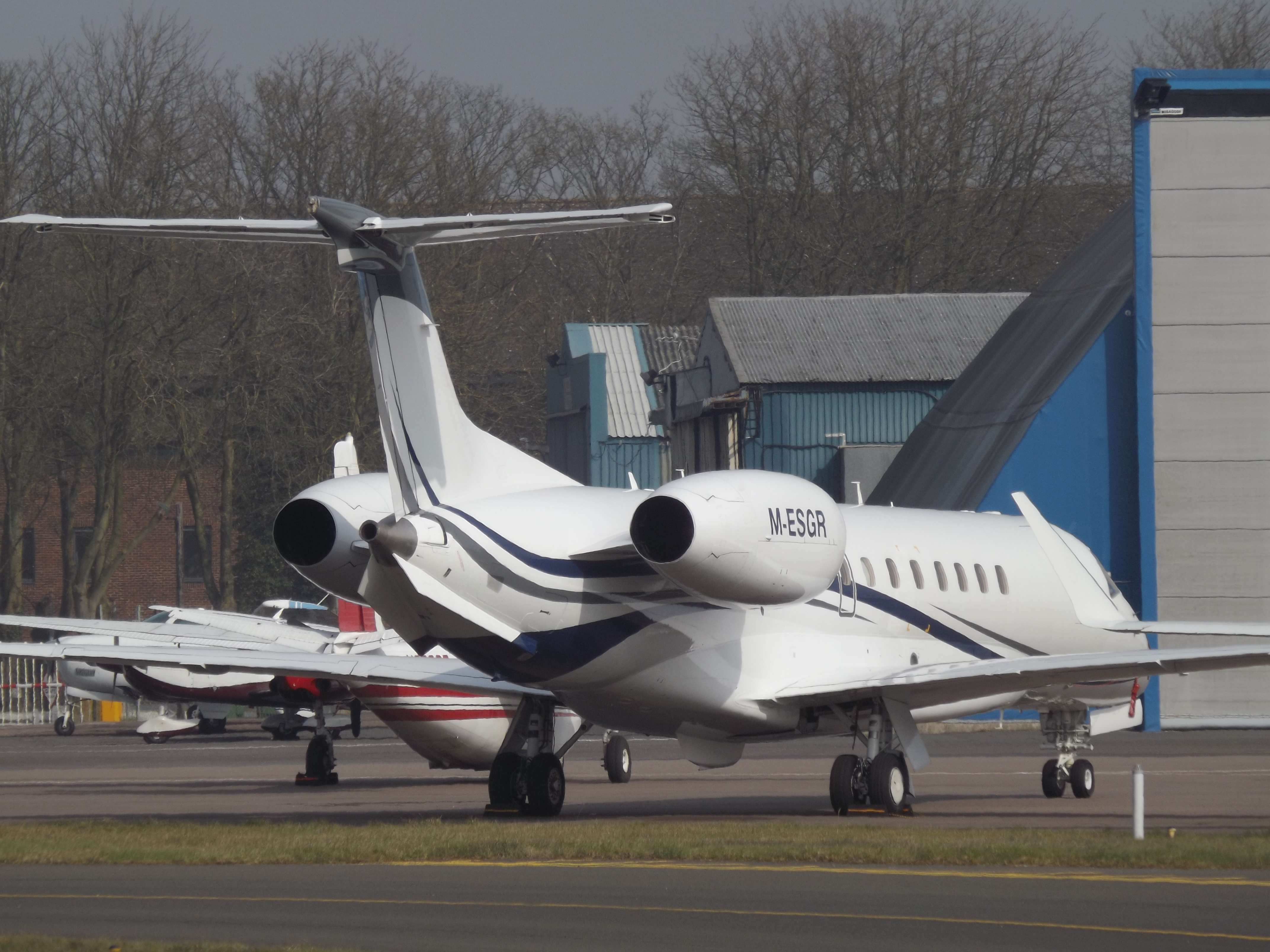
Вид ззаду
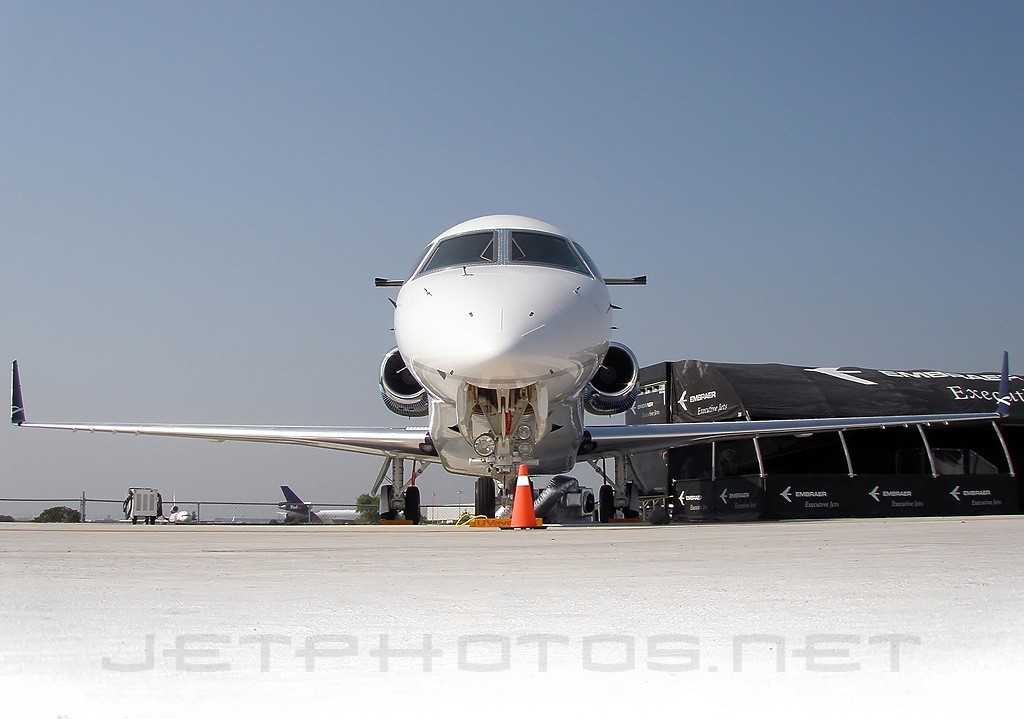
Вид спереду

### Схожі літаки
- Bombardier Challenger 850
- Bombardier Global Express
- Gulfstream III